# Pas-de-Calais
Pas-de-Calais je francouzský departement ležící v regionu Hauts-de-France. Pojmenovaný je podle Calaiské úžiny (pas de Calais). Leží zde nejvíc obcí ze všech francouzských departementů (895). Hlavní město je Arras.